# 헬스클럽
헬스클럽(health club 또는 health spa), 피트니스 클럽(fitness club), 피트니스 센터(fitness center), 헬스장(gym)은 건강 및 미용을 증진하기 위한 운동시설을 갖춘 체육관을 주로 일컫는다.

## 같이 보기
- 운동
- 비만
- 웨이트 트레이닝
  - 근력 트레이닝
- 에어로빅댄스
- 종합격투기(MMA)
- 익스트림 마셜 아츠(XMA)
  - 마이클 차투런타붓